# Erinnerungszeichen an Feldmarschall Erzherzog Albrecht

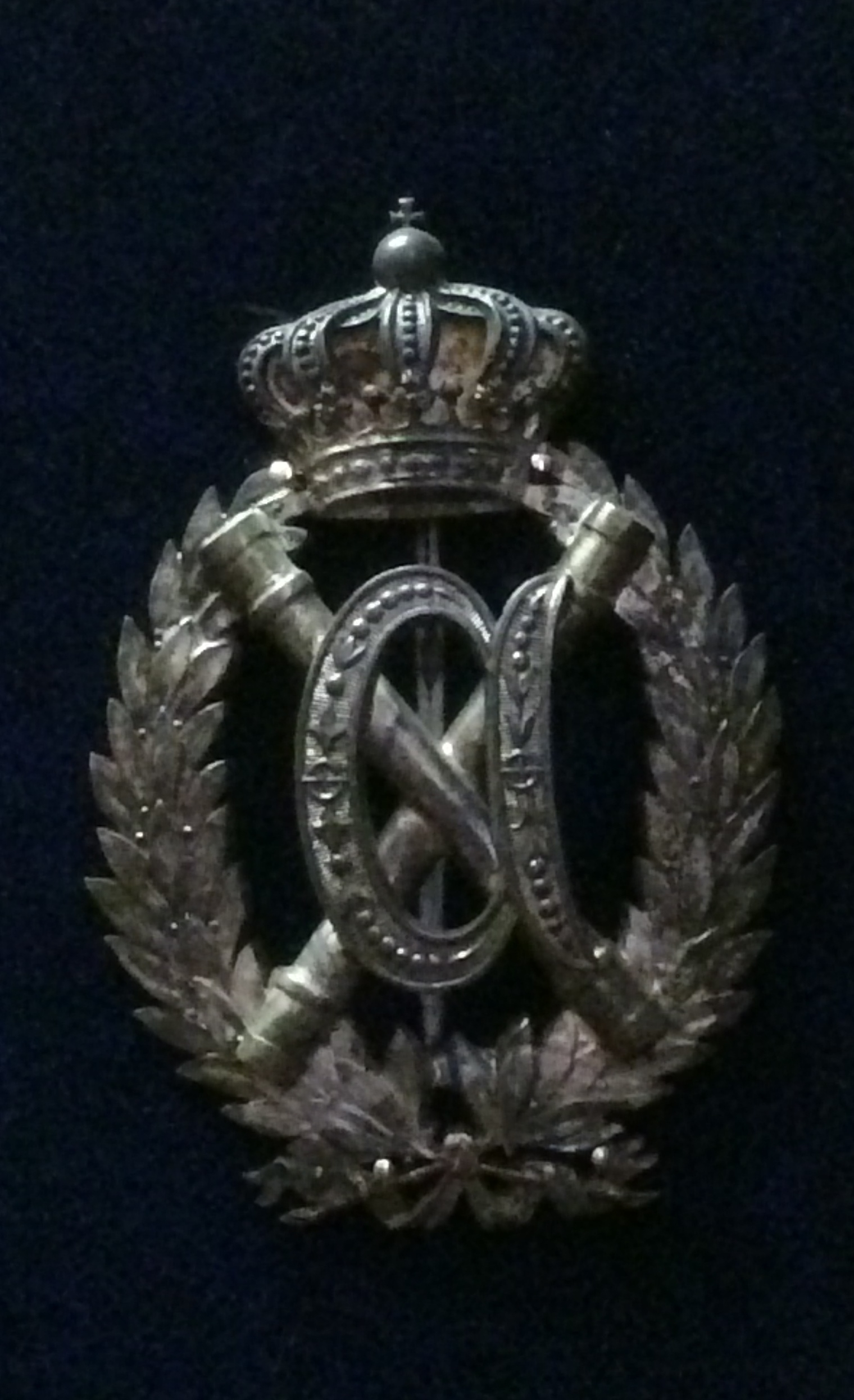
Erinnerungszeichen an Feldmarschall Erzherzog Albrecht

Das Erinnerungszeichen an den Feldmarschall Erzherzog Albrecht wurde am 21. Mai 1899 durch Kaiser Franz Joseph I. von Österreich-Ungarn gestiftet und an die seinerzeit noch lebenden Offiziere des persönlichen Stabes von Erzherzog Albrecht verliehen.
Die aus Silber gefertigte Auszeichnung ist ein hochovales Abzeichen, das mittig zwei gekreuzte Marschallstäbe zeigt, auf der die verzierte Initiale A (Albrecht) aufliegt. Umschlossen ist es von einem Lorbeerkranz, der am oberen Ende von einer Königskrone abgeschlossen ist.
Getragen wurde die Auszeichnung als Steckabzeichen auf der rechten Brust.